# 想いあふれて
『想いあふれて』（おもいあふれて）は、松浦亜弥の5thオリジナル・アルバム。2009年1月21日にzetimaから発売された。

## 概要
前作『ダブル レインボウ』から1年3ヶ月ぶり、ハロー!プロジェクト在籍時の最後のオリジナル・アルバム。
初回仕様は、スリーブケース仕様。

## 収録曲
1. 結婚しない二人 [5:58]
作詞・作曲：KAN 編曲：荒木啓六 ブラスアレンジ：竹上良成
  - KANのカバー。オリジナルは1994年に発売されたアルバム『東雲』収録。
2. 七回歌うといいことがある歌 [4:51]
作詞：久保田洋司 作曲：斎藤悠弥 編曲：cosma ブラスアレンジ：竹上良成
3. beautiful day [3:38]
作詞・作曲・編曲：BULGE
4. boomboomboom [4:44]
作詞・作曲：村井大 編曲：佐久間誠
5. 想いあふれて [5:16]
作詞：popY 作曲・編曲：中野雄太
6. レスキュー!レスキュー! [4:12]
作詞・作曲・編曲：コモリタミノル
7. 中央改札 [4:37]
作詞：久保田洋司 作曲・編曲：柳沢英樹
8. 真珠 [4:51]
作詞：久保田洋司 作曲・編曲：安岡洋一郎 ブラスアレンジ：竹上良成
9. Fallin' [4:18]
作詞：popY 作曲・編曲：中野雄太
10. きずな [4:31]
作詞：湯川れい子 作曲：宮川彬良 編曲：荒木啓六